# Museo ravennate di scienze naturali Alfredo Brandolini
Il museo ravennate di scienze naturali Alfredo Brandolini, anche detto NatuRa, è un museo di scienze naturali e storia naturale situato a Sant'Alberto, presso Ravenna.

## Storia
Fondato nel 1970, il museo deve la sua creazione all'acquisizione della collezione ornitologica donata al Comune di Ravenna dal naturalista ravennate Alfredo Brandolini. Nel 2003 il museo si è trasferito nel cinquecentesco Palazzone di Sant'Alberto, un tempo osteria, dove occupa il primo piano del palazzo. La sede museale è anche centro visite del Parco del Delta del Po ed è un punto di partenza per escursioni guidate nelle pinete ravennati anche a fini di birdwatching. Simbolo del museo è il pettirosso, il cui primo esemplare venne imbalsamato da Brandolini nel 1906.

## Percorso espositivo
L'esposizione si sviluppa attorno al nucleo originale costituito dalla raccolta ornitologica, che comprende avifauna locale della provincia di Ravenna e della Romagna. Il museo ospita altre collezioni naturalistiche, tra cui rettili, mammiferi, funghi, minerali e conchiglie.